# National Basketball Association 1969/1970
National Basketball Association 1969/1970 var den 24:e säsongen av den amerikanska proffsligan i basket. Säsongen inleddes den 14 oktober 1969 och avslutades den 22 mars 1970 efter 574 seriematcher, vilket gjorde att samtliga 14 lagen spelade 82 matcher var.
Fredagen den 8 maj 1970 vann New York Knicks sin första NBA-titel efter att ha besegrat Los Angeles Lakers med 4-3 i matcher i en finalserie i bäst av 7 matcher.
All Star-matchen spelades den 20 januari 1970 i The Spectrum i Philadelphia, Pennsylvania. Eastern Division vann matchen över Western Division med 142-135.
NBA-legenden Kareem Abdul-Jabbar spelade sin första säsong i ligan med Milwaukee Bucks.
Boston Celtics blev den här säsongen det första regerande mästarlaget som missade slutspelet säsongen efter att de vunnit NBA-titeln.

## Grundserien
Not: V = Vinster, F = Förluster, PCT = Vinstprocent
- Lag i GRÖN färg till en slutspelserie.
- Lag i RÖD färg har spelat klart för säsongen.

| Pos | Lag                | V  | F  | PCT  |
| --- | ------------------ | -- | -- | ---- |
| 1   | New York Knicks    | 60 | 22 | .732 |
| 2   | Milwaukee Bucks    | 56 | 26 | .683 |
| 3   | Baltimore Bullets  | 50 | 32 | .610 |
| 4   | Philadelphia 76ers | 42 | 40 | .512 |
| 5   | Cincinnati Royals  | 36 | 46 | .439 |
| 6   | Boston Celtics     | 34 | 48 | .415 |
| 7   | Detroit Pistons    | 31 | 51 | .378 |

| Pos | Lag                    | V  | F  | PCT  |
| --- | ---------------------- | -- | -- | ---- |
| 1   | Atlanta Hawks          | 48 | 34 | .585 |
| 2   | Los Angeles Lakers     | 46 | 36 | .561 |
| 3   | Phoenix Suns           | 39 | 43 | .476 |
| 4   | Chicago Bulls          | 39 | 43 | .476 |
| 5   | Seattle SuperSonics    | 36 | 46 | .439 |
| 6   | San Francisco Warriors | 30 | 52 | .366 |
| 7   | San Diego Rockets      | 27 | 55 | .329 |

## Slutspelet
De fyra bästa lagen i den östra och västra division gick till slutspelet. Där de två högst rankade lagen efter grundserien mötte de två lägst rankade i kvartsfinalserier (divisionssemifinal) där de vinnande lagen i kvartsfinalerna möttes i semifinalserier (divisionsfinal). Alla slutspelsserier avgjordes i bäst av 7 matcher.
|  | Divisionssemifinaler | Divisionssemifinaler | Divisionssemifinaler |             |   | Divisionsfinaler | Divisionsfinaler | Divisionsfinaler |  |  | NBA-final | NBA-final   | NBA-final |
|  |                      |                      |                      |             |   |                  |                  |                  |  |  |           |             |           |
|  | 1                    | Atlanta              | 4                    |             |   |                  |                  |                  |  |  |           |             |           |
|  | 4                    | Chicago              | 1                    |             |   |                  |                  |                  |  |  |           |             |           |
|  | 4                    | Chicago              | 1                    |             | 1 | Atlanta          | 0                |                  |  |  |           |             |           |
|  | Western Division     |                      |                      |             | 1 | Atlanta          | 0                |                  |  |  |           |             |           |
|  |                      |                      | 2                    | L.A. Lakers | 4 |                  |                  |                  |  |  |           |             |           |
|  | 3                    | Phoenix              | 2                    | L.A. Lakers | 4 | 3                |                  |                  |  |  |           |             |           |
|  | 3                    | Phoenix              |                      |             |   | 3                |                  |                  |  |  |           |             |           |
|  | 2                    | L.A. Lakers          | 4                    |             |   |                  |                  |                  |  |  |           |             |           |
|  |                      |                      |                      |             |   |                  |                  |                  |  |  | W2        | L.A. Lakers | 3         |
|  |                      |                      | E1                   | New York    | 4 |                  |                  |                  |  |  |           |             |           |
|  | 1                    | New York             | 4                    |             |   |                  |                  |                  |  |  |           |             |           |
|  | 3                    | Baltimore            | 3                    |             |   |                  |                  |                  |  |  |           |             |           |
|  | 3                    | Baltimore            | 3                    |             | 1 | New York         | 4                |                  |  |  |           |             |           |
|  | Eastern Division     |                      |                      |             | 1 | New York         | 4                |                  |  |  |           |             |           |
|  |                      |                      | 2                    | Milwaukee   | 1 |                  |                  |                  |  |  |           |             |           |
|  | 4                    | Philadelphia         | 2                    | Milwaukee   | 1 | 1                |                  |                  |  |  |           |             |           |
|  | 4                    | Philadelphia         |                      |             |   | 1                |                  |                  |  |  |           |             |           |
|  | 2                    | Milwaukee            | 4                    |             |   |                  |                  |                  |  |  |           |             |           |

### NBA-final
New York Knicks mot Los Angeles Lakers
| Match   | Datum    | Hemmalag    | Bortalag    | Resultat  | Not       |
| ------- | -------- | ----------- | ----------- | --------- | --------- |
| Match 1 | 24 april | New York    | Los Angeles | 124 - 111 |           |
| Match 2 | 27 april | New York    | Los Angeles | 103 - 105 |           |
| Match 3 | 29 april | Los Angeles | New York    | 108 - 111 | Eft.förl. |
| Match 4 | 1 maj    | Los Angeles | New York    | 121 - 115 | Eft.förl. |
| Match 5 | 4 maj    | New York    | Los Angeles | 107 - 100 |           |
| Match 6 | 6 maj    | Los Angeles | New York    | 135 - 113 |           |
| Match 7 | 8 maj    | New York    | Los Angeles | 113 - 99  |           |

New York Knicks vann finalserien med 4-3 i matcher